# 理查德·亨利·陶尼
理查德·亨利·陶尼（英語： 1880年11月30日—1962年1月16日）英国英格兰经济史学家、社会评论家、伦理社会主义者、基督教社会主义者、成人教育的重要倡导者，著作有《宗教与资本主义的兴起》。